# أوريون 21
أوريون 21 (بالفرنسية: Orient XXI أي الشرق 21)‏ هي مجلة إلكترونية إخبارية تأسست في 2013 ومقرها باريس في فرنسا، متخصصة في أخبار الوطن العربي والعالم الإسلامي.

يمول هذا الموقع بصفة مستقلة، وهو بذلك مجاني وبدون دعاية تجارية.

## التاريخ
يهدف هذا الموقع إلى التعريف بشكل أفضل بهذه المنطقة، حيث بالرغم من أهيمتها إلا أن صورتها قد تبدو أحياناً مُجْتَزأة أو مشوّهة. أطلقت أوريون 21 في 1 أكتوبر 2013 من قبل مجموعة من الصحفيين والأكاديميين والدبلوماسيين السابقين والنشطاء في المنظمات غير الحكومية.

## الفريق

### الإدارة
- المدير: ألان غريش (صحفي)
- نائب المدير: كريستيان جوريه (موظف حكومي دولي سابق)
- مديرة التحرير: فرانسواز فوغاس (صحافية وموثقة مكتبات وناشطة في المجتمع المدني)
- مديرة تحرير الصفحات العربية: ندى يافي (مترجمة مستقلة ودبلولماسية سابقة)

### مجلس التحرير
- فرانسوا بورغا
- أبو بكر الجامعي
- أكرم بالقائد
- كلار بوغران
- لورون بونفوا
- مارك شار لوباران
- سيلفان سيبال
- كريس دن هوند
- نيكولا دو بويار
- برنار هوركاد
- هنري مامارباشي
- خديجة محسن فينان
- جان ميشال مورال
- بيار برييه
- جان بيار سيرينيه

## مقالات ذات صلة
- معهد البحوث والدراسات حول العالم العربي والإسلامي
- معهد البحوث والدراسات المتوسط الشرق الأوسط

## روابط خارجية
- الموقع الرسمي.